# Michael Watkins
Michael Watkins – amerykański reżyser i producent telewizyjny. Jest twórcą niektórych odcinków seriali, takich jak Tajemnice Smallville, Z Archiwum X oraz innych.